# Mustajõe
Mustajõe este o arie protejată (arie specială de conservare — SAC, sit de importanță comunitară — SCI) din Estonia întinsă pe o suprafață de 77,7 ha, integral pe uscat.

## Localizare
Centrul sitului Mustajõe este situat la coordonatele 59°17′27″N 27°52′51″E / 59.2907°N 27.8808°E.

## Înființare
Situl Mustajõe a fost declarat sit de importanță comunitară în aprilie 2004 pentru a proteja 1 specie de plante. Situl a fost protejat și ca arie specială de conservare în septembrie 2005.

## Biodiversitate
Situată în ecoregiunea boreală, aria protejată conține 2 habitate naturale: Păduri fino-scandinave bogate în ierburi cu Picea abies, Păduri caducifoliate de mlaștină fino-scandinave.
La baza desemnării sitului se află o specie protejată de  plante: Cinna latifolia.